# Jorge Caldara
Jorge Caldara (* 17. September 1924 in Buenos Aires; † 24. August 1967) war ein argentinischer Bandoneonist, Bandleader und Tangokomponist.

## Leben
Caldara trat vierzehnjährig als Bandoneonist mit einem von Cieguito Tarantini geleiteten Orchester im Café El Nacional auf. Er verbesserte seine Spieltechnik bei Minotto Di Cicco, Carlos Marcucci und später bei Félix Lípesker und gründete mit knapp fünfzehn Jahren ein eigenes Orchester, das Orquesta Juvenil Buenos Aires. Sänger war zunächst Juan Dionisio Tobares, dann Rodolfo Galé. Nach der Auflösung dieses Orchesters engagierte ihn Francisco Lauro für sein Orquesta Típica Los Mendocinos, aus dem auch bekannte Bandleader wie Bernardo Blas, Juan Sánchez Gorio, Astor Piazzolla und Alfredo De Angelis hervorgingen.
Ab 1939 gehörte er Alberto Puglieses Orchester an, das jahrelang die Attraktion im Cabaret Cote D'Azur war. 1944 musste er sich von Pugliese trennen, um seinen Militärdienst zu leisten. Darauf schloss er sich dem Orchester Emilio Orlandos an, das mit dem Sänger José Berón bei Radio El Mundo auftrat. Ein Höhepunkt seiner Laufbahn war seine zehn Jahre währende Zusammenarbeit mit Osvaldo Pugliese. Mit dessen Orchester spielte er bei Veranstaltungen, unternahm Tourneen, trat bei Radio El mundo auf und spielte Aufnahmen ein. Als Mitglied des Orchesters lernte er auch die japanische Tangosängerin Ranko Fujisawa kennen, die ihn nach seiner Trennung von Pugliese 1954 zu einer Japantournee einlud.
Caldara reiste ohne eigenes Orchester nach Japan und gründete dort eines aus japanischen Musikern. Mit diesem debütierte er bei Radio Tokyo und trat darauf bei anderen Radio- und Fernsehsendern auf, gab ausverkaufte Konzerte in Theatern und spielte Aufnahmen beim Label Odeon ein. Nach seiner Rückkehr nach Argentinien gründete er ein Orchester mit den Sängern Raúl Ledesma und Carlos Montalvo. Die Instrumentalisten zwischen 1955 und 1960 waren der Pianist Rodolfo Mansilla, der Kontrabassist Norberto Samonta, die Bandoneonisten Alberto Caracciolo, Alfredo Marcucci, Armando Rodríguez, Jacinto Nieves, Elbio Garbuglia, Carlos Niesi, Daniel Lomuto und Ricardo Varela und die Geiger Cesar Rilla, Juan Potenza, Norberto Bernasconi, Roberto Gallardo, Armando Cabrera, Alfio Messina, Eduardo Walczak und Fernando Suárez Paz. 1957 wurde Horacio Dugan Nachfolger des Sängers Ledesma, diesem folgte später Miguel Martino nach. Das Orchester debütierte bei Radio Splendid, spielte bei Radio El Mundo und nahm mit Ledesma und Montalvo Titel beim Label Odeon auf.
Ab 1960 war Caldara Mitglied des Quartetts Estrellas de Buenos Aires mit dem Geiger Hugo Baralis, dem Pianisten Armando Cupo und dem Kontrabassisten Kicho Díaz. Dieses tourte erfolgreich durch Lateinamerika, trat im peruanischen Fernsehen auf und spielte bei Odeon Aufnahmen ein. Hierauf gründete er erneut ein eigenes Orchester mit den Sängern Ricardo Ruiz und Rodolfo Lesica. Mit diesem spielte er mehrere Titel beim Label Music-Hall ein. Als Leiter eines größeren Orchesters (mit Rodolfo Mansilla, Klavier, Miguel Incardona, Omar Nacir und Carlos Goliat, Bandoneon, Félix Molino, Antonio Agri, Antonio Magnético, Fernando Suárez Paz, Carlos Arnaiz, Mario Grossi und Mario Abramovich, Geige, José Federighi, Cello und Fernando Romano, Kontrabass) nahm er später eine LP auf. Von diesem trennte er sich 1966, sein Nachfolger wurde Roberto Echagüe. Bereits 1963 wurde bei Caldara ein Hodgkin-Lymphom diagnostiziert. Diesem erlag er vier Jahre später im Alter von 42 Jahren.

## Aufnahmen
- Patético
- Pastoral
- Pasional
- Por pecadora
- Lorenzo (von Agustín Bardi)
- Jueves (von Udelino Toranzo und Rafael Rossi)
- Mi malacara y yo
- Mis consejos
- Nochero soy
- Mi bandoneón y yo
- La yumba
- Confesión
- Ríe payaso
- Por la vuelta

## Kompositionen
instrumental
- Bamba
- Papilino
- Tango 05
- Mi bandoneón y yo (mit Luis Stazo)
- Cuando habla el bandoneón (mit Luis Stazo)
- Sentido (mit Daniel Lomuto)
- Con T de Troilo
- Patético
- Pastoral
- Puglieseando
- Patriarca

mit Text
- Gorrión de barrio
- Muchachita de barrio (Text von Mario Soto)
- Solo, Dios, vos y yo (Text von Rodolfo Aiello)
- Estés en donde estés
- Pasional (Text von Mario Soto)
- Por pecadora (Text von Mario Soto)
- Profundamente (Text von Mario Soto)
- No ves que nos queremos (Text von Abel Aznar)
- Paternal (Text von Norberto Samonta)